# Gesta Normannorum
Gesta Normannorum Ducum – De normanniske hertugers bedrifter – er en krønike, skrevet af munken William af Jumièges kort inden 1060. 
Williams krønike var kortfattet og baseret på et værk af Dudo af Saint-Quentin fra mellem 1015 og 1026: De moribus et actis primorum Normannorum ducum – Historien om Normannernes liv og død. Den blev skrevet på ordre fra hertug Richard 1. af Normandiet og fortsattes under hans søn hertug Richard 2. af Normandiet. Den blev ført frem til 1050'erne.  
Krøniken blev genoptaget af William af Jumièges på ordre af hertug Vilhelm 1. William redigerede teksten, forkortede den og førte den videre frem til hertugerne Richard 2., Richard 3., Robert 1. og Vilhelm 2., den senere Vilhelm Erobreren og Vilhelm 1. af England. Han understregede Vilhelms ret til den engelske trone. Senere blev krøniken udvidet af  Orderic Vitalis (død ca. 1142) og  Robert af Torigni (død 1186) som førte historien op til kong Henrik 1. af England.
Gesta Normannorum Ducum er en af de vigtigste kilder til Englands historie og Normandiets historie i 1000- og 1100-tallet og har de tidligste prosaoptekster om den normanniske erobring af England.